# Musik i mörker
 Musik i mörker és una pel·lícula sueca dirigida per Ingmar Bergman, estrenada el 1948 i amb guió adaptat a partir de una novel·la escrita per Dagmar Edqvist.

## Argument
Bengt Vyldeke (Birger Malmsten) és un soldat que perd la vista durant un exercici militar. De tornada a la vida social, aconsegueix que el contractin per tocar el piano en un restaurant. Gràcies a la música i a la jove Ingrid (Mai Zetterling) es reintegrarà a la societat i trobarà la felicitat.

## Repartiment
- Birger Malmsten: Bengt Vyldeke
- Mai Zetterling: Ingrid
- Rune Andréasson: Evert
- Ulla Andreasson: Sylvia
- Gunnar Björnstrand: Klasson
- Hilda Borgström: Lovisa
- Britta Brunius: una dona
- Åke Claesson: Augustin Schröder
- Bengt Eklund: Ebbe